# 群山货物线
群山貨物線（：／ Gunsan hwamul seon */?）是一條連結全羅北道群山市與長項線的分岔點至群山貨物站，屬於韓國鐵道公社的鐵道路線。現在營業中止，貨物列車途經時只使用沃構線。過去曾被稱為群山線（군산선），2008年1月1日改稱群山貨物線，大野－益山路段編入長項線，湖南線的支線鐵道改為長項線的支線。之後預定分岔出群山港線。該線路最終於2022年3月6日被確認關閉。

## 路线资料
- 路线距离：9.8km
- 轨间距离：1435mm
- 车站数：3
- 复线区间：全线单线
- 电化区间：无
- 地上区间：全线
- 安全装置：ATS

## 历史
- 1912年3月6日：路线启用，为长项线的正线的一部分。
- 2008年1月1日：改称为现在的名称[1]。

## 車站列表
| 中文站名       | 韓文站名 | 英文站名 | 站間距離（公里） | 營業距離（公里） | 接續路線 | 所在地   | 所在地 | 備註     |
| -------------- | -------- | -------- | ---------------- | ---------------- | -------- | -------- | ------ | -------- |
| 群山貨物線分岔 |          |          | 0.0              | 0.0              | 長項線   | 全羅北道 | 群山市 |          |
| 開井           |          |          | 3.5              | 3.5              |          | 全羅北道 | 群山市 | 無人站   |
| 群山貨物       |          |          | 5.4              | 8.9              | 沃構線   | 全羅北道 | 群山市 | 貨物專用 |
| 群山港         |          |          |                  |                  |          | 全羅北道 | 群山市 | 廢站     |
| 群山埠頭       |          |          |                  |                  |          | 全羅北道 | 群山市 | 廢站     |